# Triangulacja Delone

Przykładowa triangulacja.

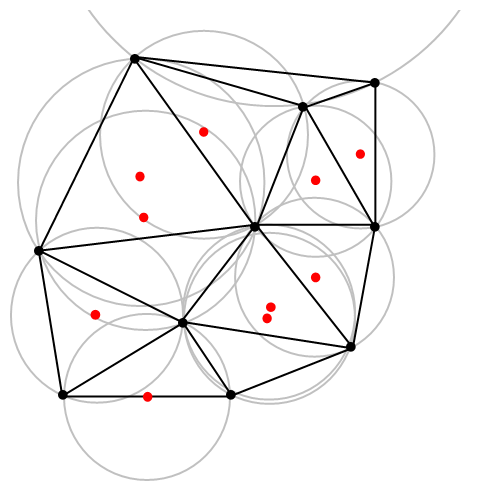
Na czerwono zaznaczono środki okręgów opisanych, które stanowią wierzchołki diagramu Woronoja.

Triangulacja Delone (w powszechnym użyciu jest pisownia nazwiska Delaunay) – triangulacja T przestrzeni Rn+1 zdefiniowana następująco:
T to podział Rn+1 na (n+1)-sympleksy, takie że:
1. każde dwa sympleksy z T mają wspólną ścianę lub nie mają części wspólnej wcale
2. każdy ograniczony zbiór w Rn+1 ma część wspólną jedynie ze skończenie wieloma sympleksami z T
3. wnętrze kuli opisanej na dowolnym sympleksie z T nie zawiera wierzchołków żadnego sympleksu z T

Triangulacja Delone jest grafem dualnym diagramu Woronoja. Została wymyślona przez rosyjskiego matematyka Borysa Delone w 1934.